# Klimaterrorismus
Klimaterrorismus ist ein abwertend gemeintes politisches Schlagwort, um den zivilen Ungehorsam von Klimaaktivisten zu kritisieren.
Für das Jahr 2022 wurde der Begriff in der Form „Klimaterroristen“ in Deutschland zum Unwort des Jahres gewählt. Die Jury begründete ihre Wahl damit, dass der Ausdruck im öffentlichen Diskurs benutzt worden sei, um Aktivisten und deren Proteste für mehr Klimaschutz zu diskreditieren. Sie kritisierte die Verwendung des Begriffs, weil Aktivisten mit Terroristen „gleichgesetzt und dadurch kriminalisiert und diffamiert werden“. Gewaltlose Protestformen zivilen Ungehorsams und demokratischen Widerstands würden so in den Kontext von Gewalt und Staatsfeindlichkeit gestellt.